# أرت دونوفان
أرت دونوفان (بالإنجليزية: Art Donovan)‏ هو لاعب كرة قدم أمريكية أمريكي، ولد في 5 يونيو 1924 في نيويورك في الولايات المتحدة، وتوفي في 4 أغسطس 2013 في بالتيمور في الولايات المتحدة بسبب مرض تنفسي.

## وصلات خارجية
- أرت دونوفان على موقع مرجع كرة القدم المحترفة.كوم (الإنجليزية)
- أرت دونوفان على موقع IMDb (الإنجليزية)
- أرت دونوفان على موقع إن إن دي بي (الإنجليزية)
- أرت دونوفان على موقع قاعدة بيانات الفيلم (الإنجليزية)